# Zindan

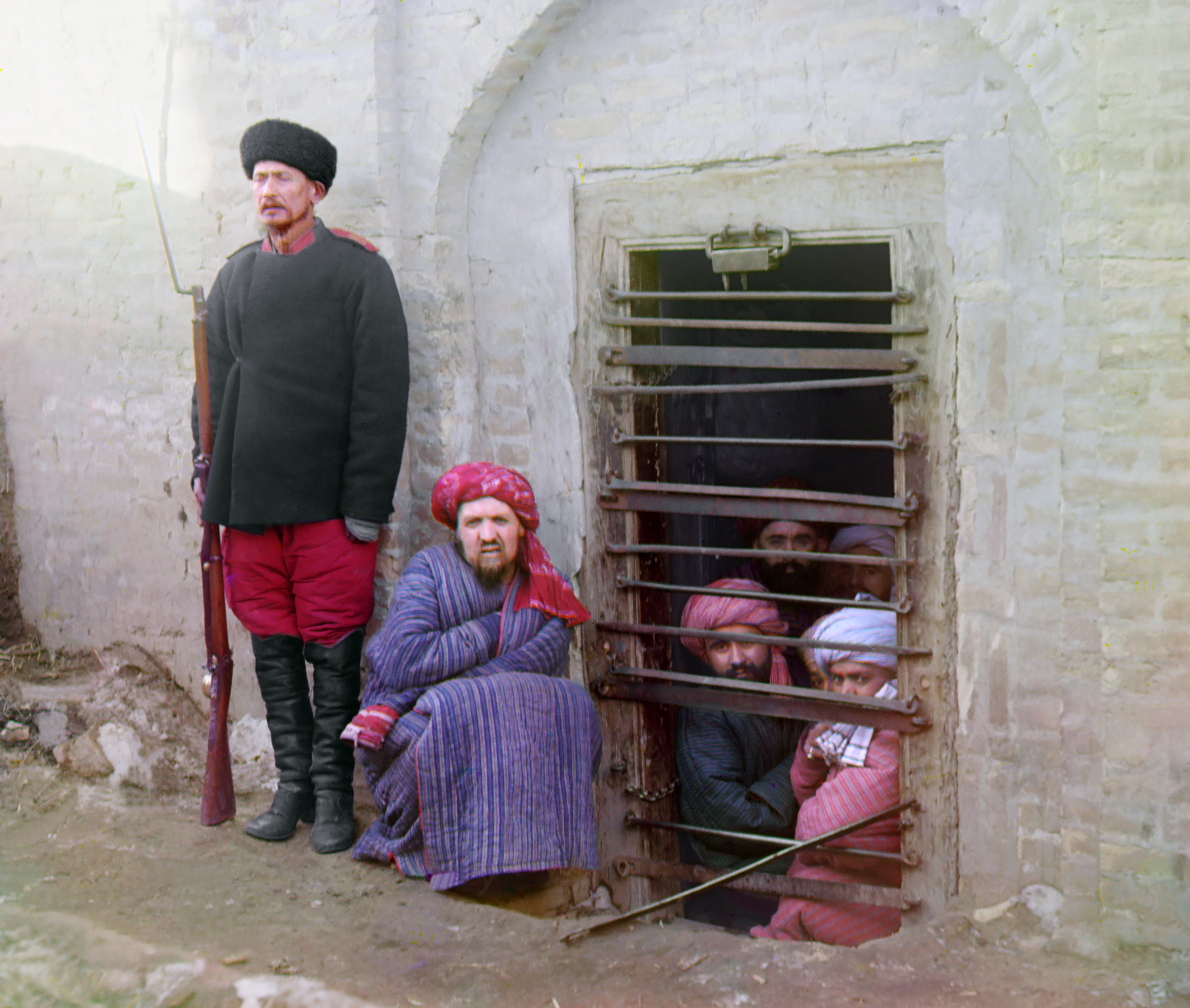
Zdjęcie Siergieja Prokudina-Gorskiego przedstawiające zindan w Emiracie Buchary

Zindan (z per. :زندان, zindân — "więzienie") – tradycyjne środkowo-azjatyckie, często podziemne więzienie, popularne kiedyś w tamtejszych chanatach